# هالا مادرید
هالا مادرید یا آلا مادرید، یک مجله ورزشی اسپانیایی است که به‌طور کامل به باشگاه فوتبال رئال مادرید اختصاص داده شده‌است. مسائل مربوط به هر چهار هفته برای اعضای باشگاه رئال مادرید و هواداران دارندگان کارت هواداری باشگاه منتشر شده‌است. نویسندگان این مجله عبارتند از: مدیر سابق رئال مادرید، ژوزه مورینیو و روزنامه‌نگاران تخصصی از دیگر رسانه‌ها هستند. این مجله شامل گزارش در مورد مسابقات باشگاه در ماه گذشته، و همچنین اطلاعات مربوط به رزرو و تیم‌های جوانان و مصاحبه با بازیکنان، از گذشته و حال و از تاریخ باشگاه است.

## معنا
هالا مادرید به معنای "به جلو مادرید" یا "برو مادرید" یا "درود مادرید" است و به‌عنوان یک شعار هم استفاده می‌شود..